# 利斯堡 (密蘇里州)
利斯堡（英語：Leasburg）是位於美國密蘇里州克勞福德縣的村。

## 人口
根據2020年美國人口普查的數據，利斯堡的面積為1.12平方千米，皆為陸地。當地共有人口326人，而人口密度為每平方千米291人。